# سرحد (فارس)

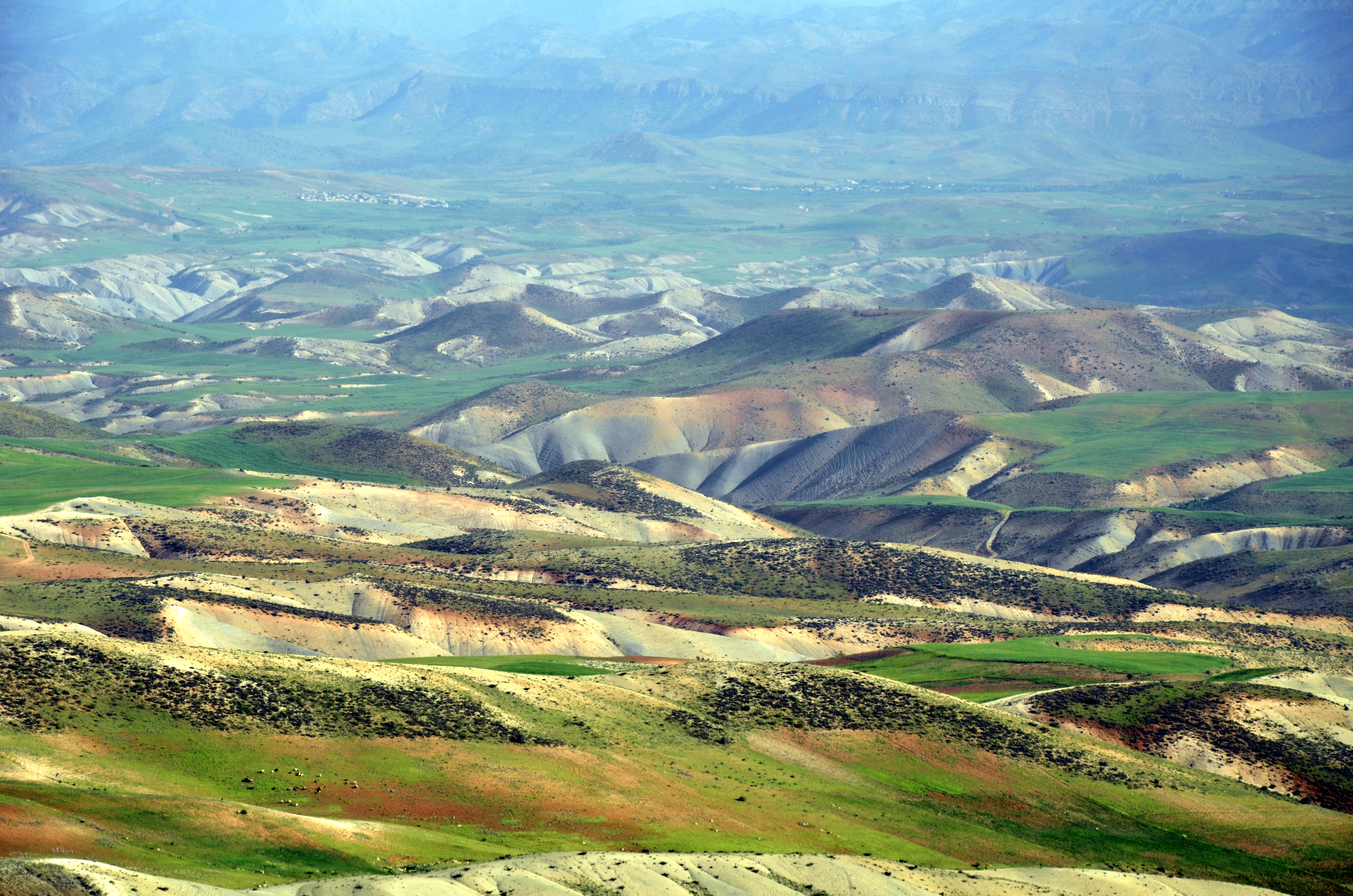
منطقه خارستان در پیرامون سده واقع در سرحد چهاردانگه

سرحد فارس یا شمال فارس عنوان عمومی منطقه سردسیر در شمال سرزمین پارس مابین دشت مرودشت و اصفهان در ارتفاع ۲۰۰۰ تا ۲۵۰۰ متری است. در متون جغرافیایی قدیم، فارس بر اساس محیط جغرافیایی و اوضاع آب‌وهوایی به دو منطقه سردسیر یا صرود و گرمسیر یا جروم تقسیم شده‌است. بنیان اقتصادی مناطق سردسیر بر کشاورزی و مناطق گرمسیر بر بازرگانی استوار بوده‌است.
شهرستان‌های اقلید، آباده، خرمبید، بوانات و سرچهان در استان فارس و همچنین شهرستان دهاقان و شهرستان سمیرم در استان اصفهان، و شهرستان ابرکوه در استان یزد جزو سرحد فارس می‌شوند. سرحدات فارس شامل تعدادی دره موازی به عرض بین یک تا بیش از پنج کیلومتر است که از طریق سمیرم؛ یعنی مرز عشایر قشقایی و بختیاری، به بخش‌های داخلی کوه‌های زاگرس منتهی می‌شود. مردم این ناحیه به گویش سرحدی زبان فارسی و همچنین زبان‌های لری و ترکی سخن می‌گویند.
از دیدگاه منابع تاریخی، سرحد فارس به دو منطقه سرحد چهاردانگه و سرحد شش‌دانگه تقسیم می‌شود. سرحد چهاردانگه شامل چهار دشت اوجان، خسروشیرین، خنجشت و کوشک زر می‌باشد(شهرستان آباده، اقلید، بوانات و ابرکوه). سرحد شش‌دانگه که در غرب سرحد چهاردانگه قرار گرفته و بخش‌هایی از آن در استان‌های مجاور است، نیز شامل شش ناحیه پادنا، حنا، سمیرم، فلارد، وردشت ، ونک و شهرستان دهاقان می‌باشد.